# Artificial
Artificial es algo que no es natural. Su sentido original, en relación con un artefacto o artificio, se refiere a un producto de la actividad intencional; como sinónimo de «hecho intencionalmente». También se utiliza en el sentido de que pretende ser o mostrar lo que no es, como un sustituto de lo natural; como en césped artificial o edulcorante artificial.

## En lo material
Artificial es cualquier cosa hecha con intención y propósito, teniendo la capacidad de modificar su entorno para ello. Este propósito es para obtener un beneficio. Esto significa que no solo el ser humano, sino otros seres vivos, producen lo que se pueda llamar artificial. Como algunos ejemplos, colmenas de las abejas, galerías de las hormigas, nidos de los pájaros (a veces para guardar los huevos, a veces para impresionar a la hembra...), estructuras de las termitas, cuevas de los conejos, etc.[cita requerida]

## En el pensamiento o filosofía
Artificial también puede aplicarse a la creación y manipulación a través de la imaginación, la filosofía o el pensamiento, por ejemplo la creación de un país, estado o territorio a través de las fronteras aplicadas en líneas matemáticas o imaginarias. Aunque muchas veces al denominarse fronteras naturales,  para referirse a ríos, lagos, cerros o cordilleras, encima de ellos también se aplican estas las líneas imaginarias ya sea para distinguir entre las fronteras nacionales dentro de un territorio e internacionales fuera de un territorio. Así también en las culturas, tradiciones o religiones, como la creación de seres imaginarios basados en algunos hechos y lugares históricos para ser convertidos a la vez en leyendas, mitologías o en una misma fe religiosa. Por ejemplo como los dioses mitológicos, demonios o entre otros personajes de carácter ficticio producto de la fantasía de una determinada cultura popular y folclórica.   